# 趙師彌
潤節惠王趙師彌（？—1258年6月21日（寶祐六年五月十八）），祖籍涿郡（今河北省保定市清苑縣）人，宋朝宗室、崇憲靖王趙伯圭第九子，第五代嗣秀王。

## 生平
趙師彌最初在隆興元年（1163年）補任右承務郎、主管台州崇道观，父親趙伯圭在嘉泰二年（1202年）去世時官嘉兴军府事。之後，他在开禧二年（1206年）由奉议郎、衢州通判授和州防御使。
寶慶元年（1225年）正月，出任保寧軍節度使的趙師彌拜檢校少保，隨後在二月丙申（1225年3月15日）襲封嗣秀王、拜檢校少師。紹定六年（1233年），自少傅加任判大宗正事，又於端平三年（1236年）獲南宋朝廷授少師、淳祐元年（1241年）獲授太子少保、淳祐五年（1245年）授太傅，並加食邑。
寶祐六年（1258年）五月，趙師彌去世，贈官太師，追封潤王，諡號節惠。

## 家族

### 子女
- 趙希𢖉[12]
- 趙希微[12]